# Mein Gott hilf mir, diese tödliche Liebe zu überleben
Mein Gott hilf mir, diese tödliche Liebe zu überleben (en rus: Господи! Помоги мне выжить среди этой смертной любви, en català: Déu Meu, ajuda'm a sobreviure a aquest amor mortal), també conegut com a Brotherhood Kiss ('Petó fraternal'), és una obra pictòrica de tipus graffiti de l'artista urbà rus Dmitri Vrúbel, realitzat sobre un tros del Mur de Berlín, poc després de la caiguda del règim de l'Alemanya de l'Est. Creat el 1990, el quadre mostra Leonid Bréjnev i Erich Honecker en un petó de fraternitat (bruderkuss en alemany), reproduint la fotografia que va capturar el moment l'any 1979 durant la celebració del 30è aniversari de la fundació de la República Democràtica Alemanya.

## La fotografia

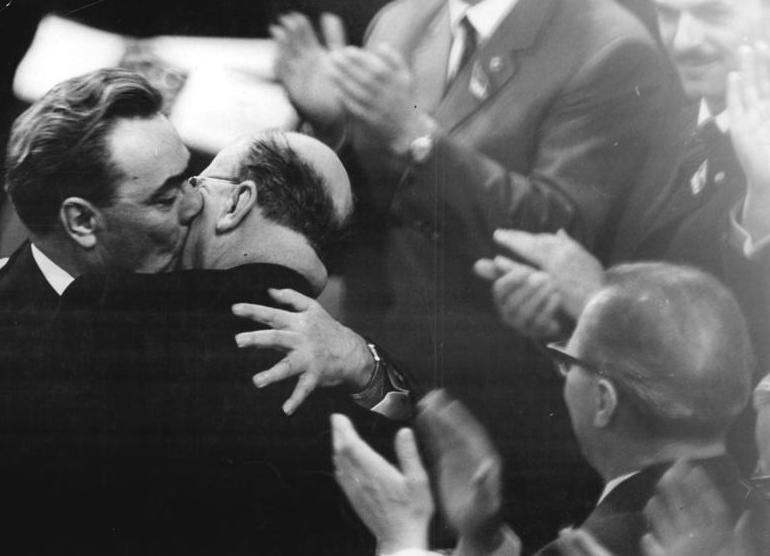
La fotografia icònica

La fotografia icònica que va capturar la famosa abraçada va ser presa per Régis Bossu a Berlín Oriental el 7 d'octubre de 1979. De seguida la fotografia va tenir molt ressò. Bréjnev estava visitant Berlín Oriental en la celebració de l'aniversari de la fundació de la nació comunista. El 5 d'octubre, Berlín Oriental i la Unió Soviètica havien signat un pacte de deu anys de suport mutu segons el qual Berlín Oriental proporcionaria vaixells, maquinària i equipaments químics a la Unió Soviètica, que proporcionaria combustible i equipament nuclear a Berlín Oriental.
Actualment, els drets de la foto els té Corbis Corporation.

## La pintura
Vrubel va crear la pintura el 1990. Juntament amb altres murals de la secció, la pintura va seguir al mur després de la caiguda del mur, però el vandalisme i les condicions atmosfèriques van deteriorar els murals gradualment. El març de 2009, les pintures de l'East Side Gallery van ser esborrades del mur per tal que els autors originals de les obres les tornessin a pintar amb pintures que duressin més. A Vrubel se li va encarregar de repintar Bruderkuss juntament amb altres obres seves del mur (com Danke, Andrej Sacharow), donant els 3000 € que li van pagar a un projecte social d'art a Marzahn (Alemanya).
El fotògraf Bossu i Vrubel es van conèixer el 2009 i van ser fotografiats junts el 16 de juny, amb reproduccions de les seves obres.

## Recepció i crítica
Mein Gott hilf mir, diese tödliche Liebe zu überleben s'ha convertit en una de les més famoses obres de graffiti del Mur de Berlín. Segons l'escriptor Anthony Read i l'artista David Fisher, l'obra crida l'atenció, pel seu toc satíric i agut. Tanmateix, la seva creació va ser àmpliament criticada per ser una reproducció massa simple de la fotografia en què s'inspirava.

## Galeria
- La pintura original, el 1990 (font: Arxius Federals d'Alemanya)
- La pintura el 2008, fortament degradada per l'erosió i el vandalisme.
- Dmitri Vrubel, durant la restauració de la seva obra el 2009.
- « El petó fraternal » avui (fotografia presa el 2010)